# Children of the Sun
Children of the Sun (Les Enfants du soleil) est un film d'animation américain réalisé par John Hubley et Faith Hubley et sorti en 1960.

## Synopsis
Un enfant heureux, en bonne santé, qui a assez à manger. Et un enfant pauvre mal nourri. Le premier fait partie d'un quart des enfants du monde et le second des trois quarts restants. 

## Distribution
- Avec les voix des enfants Hubley (Georgia Hubley, Emily Hubley, Hampy Hubley, Mark Hubley : les enfants)

## Fiche technique
- Réalisation : John Hubley et Faith Hubley
- Scénario et décors : John Hubley
- Productrice : Faith Hubley
- Production : Storyboard Films Studio, UNICEF
- Animation : Robert Cannon, Gary Mooney
- Musique interprétée par Pablo Casals et le Budapest String Quartet
- Genre : animation
- Durée : 10 minutes
- Procédé : 35 mm (positif & négatif)
- Date de sortie : 4 mai 1960 (USA), décembre 1960 (Journées Internationales du Court Métrage de Tours), mai 1961 (Festival de Cannes)